# Lucije Afranije (konzul)
Lucije Afranije (Lucius Afranius, ? - 46. pr. Kr.) je bio rimski političar i vojskovođa iz doba kasne Republike, poznat kao jedan od vjernih Pompejevih suradnika.
Afranije je odrastao u skromnoj obitelji u Picenumu, kraju odakle je potjecao i sam Pompej. Njemu, kao i mnoge druge zemljake, je Pompej kasnije bio glavni pokrovitelj. Afranije je 75. pr. Kr. u Hispaniji sudjelovao pod Pompejevom komandom u ratu protiv Sertorija. Za vrijeme trećeg mitridatskog rata je sudjelovao kao legat u njegovoj vojsci, te mu je povjeren nadzor nad novoosvojenom Armenijom. Tamo je uspješno odbio napade partskog kralja Fraata III, a poslije pomogao Pompeju da zauzme Siriju.
Po završetku pohoda, Pompej je godine 61. pr. Kr. istakao Afranija kao svog konzulskog kandidata. Afranije je, uz ogromne količine novca potrošene na podmićivanje i propagandu, izabran, ali se ispostavio nesposobnim na konzulskoj dužnosti. Kada je, poslije Pompeju službeno predana Hispanija kao prokonzularna oblast, Pompej je odlučio ostati u Rimu i prepustio upravljanje svojim pomoćnicima Marku Terenciju Varonu i Afraniju.
Na početku građanskog rata je upravo Afranije od Hispanije učinio jedno od glavnih pompejskih uporišta. Tamo je Cezaru pružao žestok otpor, ali je kod Ilerde morao predati. Pušten je na slobodu pod uvjetom da ne više ne diže oružje protiv Cezara, ali je pod strahovitim pritiskom prijatelja i rodbine to obećanje prekršio i ponovno se priključio Pompeju, sudjelujući u bitci kod Farsala. Nakon pompejskog poraza Afranije je pobjegao u Afriku, priključivši se anti-cezarovskoj vojsci Tita Labijena. Cezar je tamo naredio svojoj vojsci da ga ne zarobljava. Nakon bitke kod Tapsa je zajedno s Faustom Sulom pokušao pobjeći u Hispaniju. Cezarovi vojnici su ga uhvatili, ali je prilikom pobune ubijen.